# Пичугин, Юрий Александрович
Пичугин Юрий Александрович (8 января 1923 года — 3 февраля 2000 года) — советский военачальник, генерал-полковник-инженер (25.10.1979, с 1984 года — в запасе), начальник Главного управления ракетного вооружения — заместитель Главнокомандующего РВСН по вооружению (1975—1984), лауреат Ленинской премии (1976). Участник Великой Отечественной войны.

## Биография
Пичугин Юрий Александрович родился 8 января 1923 года в Уфе.
На службе в Вооружённых Силах СССР с июля 1941 года.
В 1942 году Юрий Александрович окончил ускоренный курс Смоленского Артиллерийского училища, в 1953 году — Артиллерийскую академию имени Ф. Э. Дзержинского.
В годы Великой Отечественной войны командовал взводом, батареей, артиллерийским дивизионом на Брянском, Центральном, 1-м, 2-м, 3-м Белорусских фронтах.
После войны с декабря 1953 проходил службу на Государственном центральном полигоне («Капустин Яр») — старшим офицером-испытателем, начальником отдела, заместителем начальника испытательного управления, заместителем начальника полигона. С апреля 1973 по декабрь 1975 он — начальник полигона Капустин Яр.
В 1975 году Пичугин Юрий Александрович назначен начальником Главного управления ракетного вооружения — заместителем Главнокомандующего Ракетными войсками стратегического назначения по вооружению. Член Военного совета РВСН (29.12.1975 — 16.09.1984).
В сентябре 1984 году был уволен в запас. После увольнения жил в Москве, работал главным специалистом в Министерстве общего машиностроения СССР.
Скончался 3 февраля 2000 года в г. Москве. Похоронен на Троекуровском кладбище.

## Награды
- Орден Ленина (1984)
- Орден Октябрьской Революции (1979)
- Орден Красного Знамени (1945)
- Орден Александра Невского (1945)
- Орден Отечественной войны 1-й (1985) и 2-й степеней (1943)
- Орден Трудового Красного Знамени (1974)
- Два ордена Красной Звезды (1943, 1956)
- Орден «Знак Почёта» (1968)
- медали
- Лауреат Ленинской премии (1976)